# سان جليو
سان جليو؛ هي بلدة (بلدية) في مدينة تورينو الحضرية بالمنطقة الإيطالية بيدمونت، وتقع على بعد 15 كيلومتر (9 ميل) شمال غرب تورين.
تقع سان جليو على حدود البلديات الآتية: لا كاسا، وفال ديلا توري، ودروينت، وجفوليتو، وبيانيزا، وألبينانو. يعتمد الاقتصاد بها في الغالب على الزراعة.